# Begonia meysseliana
Espèce
Begonia meysseliana est une espèce de plantes de la famille des Begoniaceae. Ce bégonia est originaire de Sumatra. L'espèce a été décrite en 1883 par Jean Linden (1817-1898). 

## Description
Les feuilles sont vert brillant, tachetées d'argent.

## Répartition géographique
Cette espèce est originaire de Sumatra.